# Dobrzyca
Dobrzyca [dɔˈbʐɨt͡sa] là thị trấn trong Pleszew County, Wielkopolskie, ở phía tây-trung Ba Lan. Đó là nơi tọa lạc của gmina (khu hành chính) được gọi là Gmina Dobrzyca. Nó cách khoảng 13 kilômét (8 mi) về phía tây Pleszew, 15 kilômét (9 mi) về phía đông bắc của Jarocin, 25 kilômét (16 mi) từ Krotoszyn và 76 km (47 mi) về phía đông nam của thủ đô Poznań. Thị trấn có dân số là 3.250 người.

## Lịch sử
Văn bản đầu tiên đề cập đến Dobrzyca có từ năm 1327, khi nhà quý tộc Mikołaj Dobrzycki chiếm thành phố. Năm 1440, Vua Władysław III của Warna đã trao đặc quyền thị trấn cho cộng đồng. Dobrzyca chỉ mất tình trạng đặc quyền này vào năm 1934. Sau đó nó lại là một thị trấn bình thường từ ngày 1 tháng 1 năm 2014.
Thị trấn nhỏ này, vào thế kỷ 18, có không quá 1.000 dân. Vào thế kỷ 17, Dobrzyca đã bị quân đội Thụy Điển phá hủy. Năm 1655, Hetman Jerzy Sebastian Lubomirski lãnh đạo một cuộc nổi loạn quý tộc chống lại vua Johann II, sử dụng Dobrzyca làm khu vực tổ chức. Phiến quân đã có một chiến thắng trước quân đội hoàng gia tại Częstochowa, nhưng sau đó họ đã rút về vùng nội địa Ba Lan.

Sau khi Reich chiếm đóng Đức trong Chiến tranh thế giới thứ hai, các hợp tác xã nhà ở đã phát triển cho phép cung điện, nơi đã trở thành tòa thị chính, được chuyển đổi thành bảo tàng. Từ năm 1975 đến nay, với sự tái tổ chức khu vực ở Ba Lan, Dobrzyca thuộc về tỉnh Kalisz. 

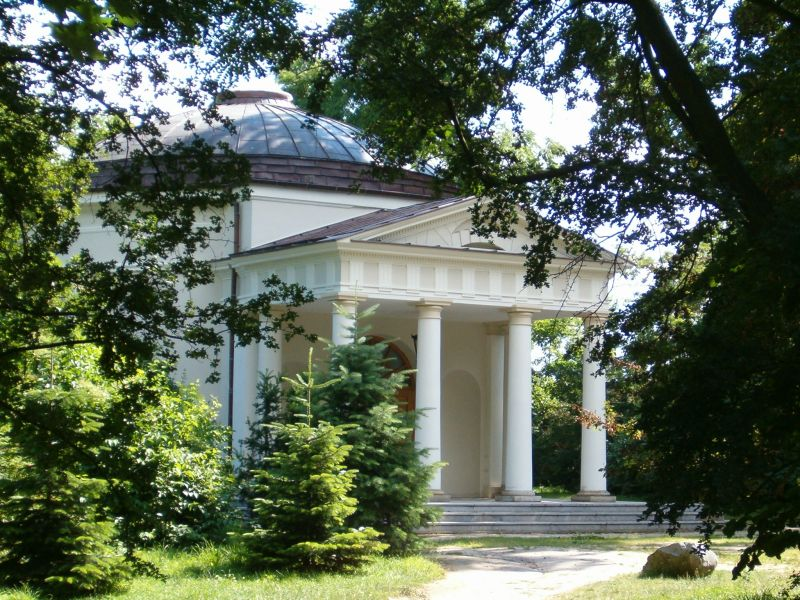
Pantheon trong công viên.
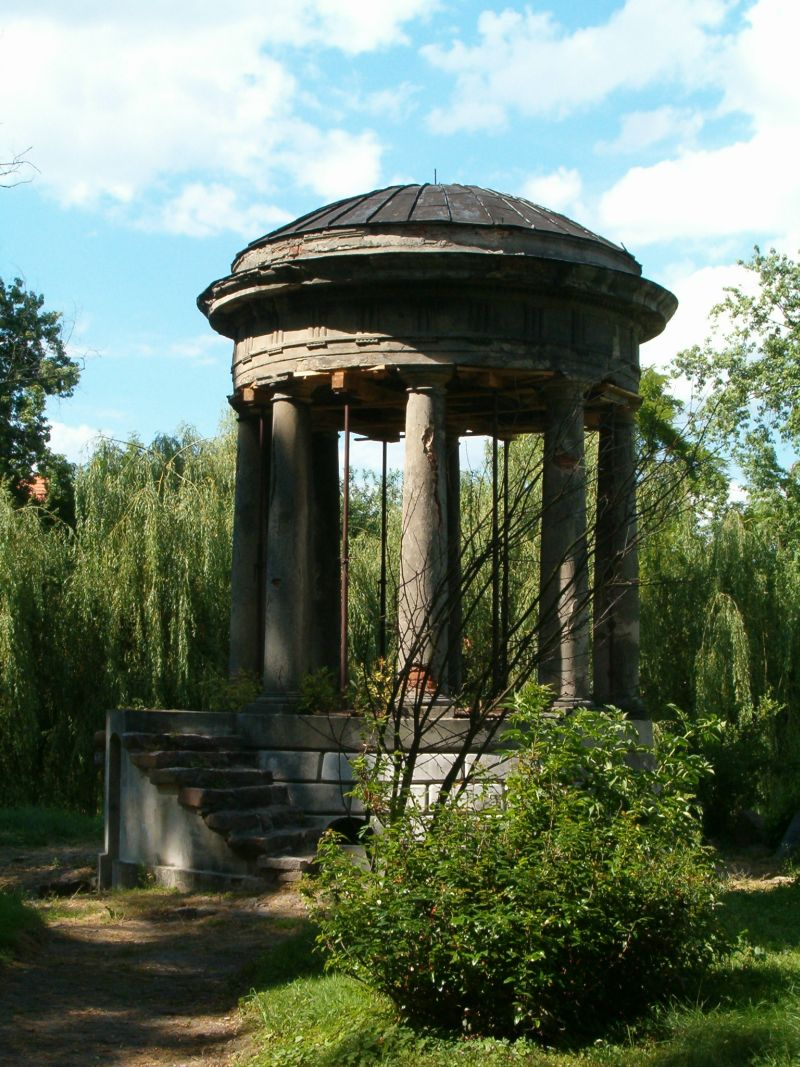
Monopteros trong Công viên.
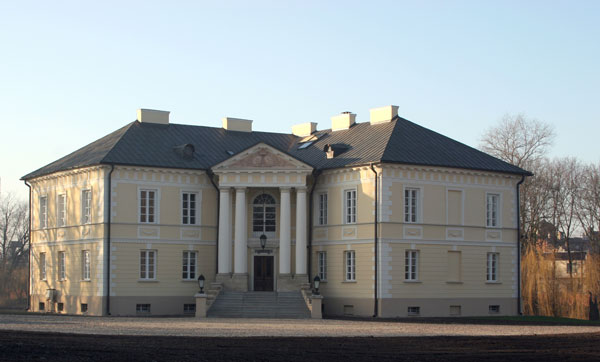
Cung điện, nay là một bảo tàng, ở Dobrzyca.